# Roger Walden
Roger Walden (... – Much Hadham, 6 gennaio 1406) fu arcivescovo eletto di Canterbury e vescovo eletto di Londra a cavallo tra il XIV e il XV secolo.

## Biografia
Poco è noto delle sue origini. Nacque intorno alla metà del XIV secolo e tra il 1371 e il 1378 fu rettore della parrocchia di Saint Helier. Successivamente ottenne posizione nello Yorkshire e nei Leicestershire e nel 1387 divenne arcidiacono di Winchester. Dopo essere stato segretario di Riccardo II, il 20 settembre 1395 divenne tesoriere di Stato e lo fu fino al 22 gennaio 1398.
L'8 novembre 1397 fu nominato arcivescovo di Canterbury dopo la cacciata di Thomas Arundel. Tuttavia, il nuovo re Enrico IV restituì l'arcidiocesi all'arcivescovo Arundel nel 1399 e Walden fu imprigionato brevemente per la sua collaborazione con Riccardo II. Arundel tuttavia non gli serbò rancore e, grazie alla sua influenza, Walden fu eletto vescovo di Londra il 10 dicembre 1405. Morì il mese dopo senza essere consacrato e fu sepolto nella Cattedrale di San Paolo.

## Genealogia episcopale
La genealogia episcopale è:
- Cardinale Vital du Four
- Arcivescovo John de Stratford
- Vescovo William Edington
- Arcivescovo Simon Sudbury
- Vescovo Thomas Brantingham
- Vescovo Robert Braybrooke
- Arcivescovo Roger Walden